# Log v Bohinju
Log v Bohinju je naselje v Občini Bohinj. Ustanovljeno je bilo leta 1997 iz dela ozemlja naselja Lepence. Leta 2015 je imelo 14 prebivalcev.